# Alexandru Cristeți
Alexandru Cristeți  (n. 15 iunie 1874, Giulvăz, comitatul Torontal, Regatul Ungariei – d. 22 mai 1940, Giulvăz, Regatul României) a fost un deputat în Marea Adunare Națională de la Alba Iulia, organismul legislativ reprezentativ al „tuturor românilor din Transilvania, Banat și Țara Ungurească”, cel care a adoptat hotărârea privind Unirea Transilvaniei cu România, la 1 decembrie 1918.

## Biografie
Alexandru Cristeți a terminat cele șase clase primare. A fost agricultor și cantor bisericesc. A organizat numeroase șezători culturale și serbări naționale.